# Katsutoshi Domori
Katsutoshi Domori (født 29. juni 1976) er en tidligere japansk fodboldspiller.
Han har spillet for flere forskellige klubber i sin karriere, herunder Cerezo Osaka og Albirex Niigata.